# Ascot
Ascot è una cittadina nella zona est di Berkshire, in Inghilterra, a circa 40 km ad ovest di Londra. Si trova all'interno della parrocchia civile di Sunninghill and Ascot.
Ospita il famoso ippodromo di Ascot, sede del prestigioso Royal Ascot meeting.